# Aratoca
Aratoca es un municipio colombiano del departamento de Santander, que forma parte de la provincia de Guanentá. En jurisdicción de este municipio se encuentra el parque nacional del Chicamocha, uno de sus principales atractivos; además de su gastronomía local, especialmente la panadería; también se destacan las artesanías en fique. Se le conoce como «La ciudad de las colinas». Según el censo de 2018, tiene una población de 8,229 habitantes.

## Toponimia
El topónimo «Aratoca» proviene de la lengua indígena guane. Los guanes llamaban a esta zona Ana-Toca, que traduce «más allá de lo alto del río».

## División Político-Administrativa
Además de su Cabecera municipal. Aratoca tiene bajo su jurisdicción los siguientes Centros poblados:
- Brisas del Chicamocha
- Chiflas
- El Hoyo

## Historia

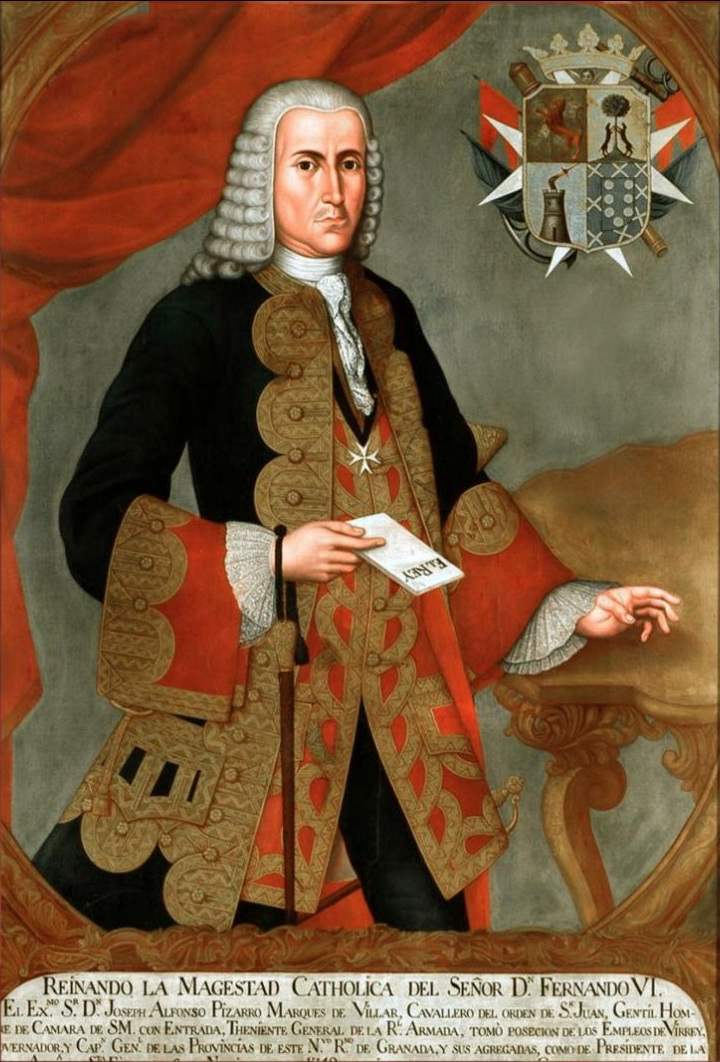
El virrey José Alfonso Pizarro firmó el acta que autorizaba la fundación de la Villa de Aratoca.

El municipio de Aratoca fue fundado el 5 de agosto de 1750 por don Domingo de Rosas, don Francisco Espinosa, don Antonio Salgado y don Antonio Flórez. El acta de autorización para la fundación fue firmada por el virrey José Alfonso Pizarro, luego de haber cumplido los requisitos legales exigidos por la ley virreinal para la fundación de nuevas ciudades. Los fundadores se encargaron de trazar las calles con cordel y de levantar los planos de la iglesia y el cabildo municipal. El nombre con el que quedó registrado el pueblo en los archivos del virreinato fue Villa de Nuestra Señora de las Nieves y Santiago el Mayor de Aratoca.
En los últimos años el municipio de Aratoca se ha convertido en uno de los principales centros turísticos del departamento de Santander pues es el pueblo anfitrión del Cañón del Chicamocha, lugar donde se ubica el parque nacional del Chicamocha, siendo jurisdicción de Aratoca más del 90 por ciento de las tierras que conforman este parque nacional.

## Geografía
El pueblo se sitúa en el Cañón del Chicamocha, sobre la cordillera oriental. Tiene un clima templado, de aproximadamente 19 °C. Sus tierras son atravesadas por el río Chicamocha y la quebrada Cantabara.
Sus áreas rurales más altas llegan a los 2200 m s. n. m. y las más bajas a los 500 metros.
Límites
- Norte: Los Santos y Piedecuesta.
- Sur: Curití.
- Oriente: Cepitá.
- Occidente: Jordán.

El municipio se encuentra ubicado en el Alto de San Sebastián (Alto de Aratoca), a dos kilómetros del Ramal de Aratoca. 
Aratoca se encuentra ubicado en la cordillera oriental, tiene una altura de 1800 metros sobre el nivel del mar y una temperatura de 20 °C. El municipio de Aratoca inicia en el puente de pescadero donde finaliza su frontera con el municipio de Piedecuesta, pasa por el filo de la cordillera oriental levantando el imponente cañón del Chicamocha donde ubica varias de sus veredas y su famoso sector de chiflas, llega al ramal de Aratoca donde se divide la carretera y da paso para ingresar al casco urbano (5 minutos desde ese punto hasta el parque principal) o para continuar vía Bogotá, finalmente el municipio sostiene su jurisdicción hasta la vereda la laja en límite con Curití.
Aratoca se encuentra a 2 horas de Bucaramanga, capital de su departamento Santander, y a 40 minutos de San Gil capital de la provincia guanentina a la que pertenece también este municipio.

## Demografía
Tiene una población de 8229 habitantes, de los cuales 2332 viven en la parte urbana y el resto en la parte rural del pueblo.

## Turismo
- Iglesia de Nuestra Señora de las Nieves: toda su fachada está elaborada con piedra Guane. Su interior está formado por una nave y 4 capillas. Posee un campanario.
- Capilla de Jesús Nazareno.
- El Pozo del Tambor.
- La Gruta.
- La Mesa de San Pedro.
- El Alto del Picacho.
- El Puente del indio.

El turista después de recorrer un accidentado camino y luego de haberse internado en la maleza en dirección a la cañada y a las pocas docenas de metros pueden contemplar la obra arquitectónica que tiene allí escondida la naturaleza, una quebrada de escasas aguas pero que en invierno aumenta su caudal y baja vertiginosa, ha sido el instrumento con la que el tiempo ha ido labrando los bloques de roca de la corriente del agua que se remansa primero en un pozo sombrío; de allí se descuelga por 3 o 4 gradas y desde la última da un salto de 5 metros y na taza de piedra rodeada por un anfiteatro de rocas sobre el borde de esta última grada han quedado colocadas de través en el vacío dos enormes cajas superpuestas que constituyen el puente que mide 4 metros.
El servicio de energía eléctrica es prestado por ELECTROSAN SA ESP; el de alumbrado público por DOLMEN SA ESP.